# Parsonsia flexuosa
Parsonsia flexuosa är en oleanderväxtart som beskrevs av Henri Ernest Baillon. Parsonsia flexuosa ingår i släktet Parsonsia och familjen oleanderväxter. Inga underarter finns listade i Catalogue of Life.